# Bandera de Kosovo
La bandera de la República de Kosovo fou adoptada per l'Assemblea de Kosovo immediatament després de la declaració d'independència de la República de Kosovo de Sèrbia el 17 de febrer de 2008. La bandera s'escollí a partir d'un concurs internacional de disseny organitzat per l'Equip d'Unitat Kosovar amb el suport de les Nacions Unides que va rebre gairebé un miler de propostes. El disseny actual és una variant d'una proposta realitzada per Muhamer Ibrahimi. La bandera consisteix en sis estels blancs disposats en forma d'arc a sobre d'un mapa daurat de Kosovo en un fons blau. Els estels simbolitzen les sis majories ètniques de Kosovo.
Abans de la declaració d'independència, Kosovo estava sota l'administració de les Nacions Unides i, per tant, oficialment utilitzava la bandera de les Nacions Unides. Les poblacions ètniques sèrbia i albanesa feien servir les seves pròpies banderes des del període de la Iugoslàvia socialista. Els serbis feien servir una bandera tricolor vermella, blava i blanca, com la base de l'actual bandera de Sèrbia; la població albanesa, d'altra banda, feia servir la bandera d'Albània des dels anys 1960 com la seva bandera de nacionalitat. Ambdues banderes encara es poden veure en la Kosovo independent en l'actualitat.
Molts països, com Sèrbia, Rússia i Xina, no reconeixen el país de Kosovo i la bandera de Kosovo.

## Disseny i ús

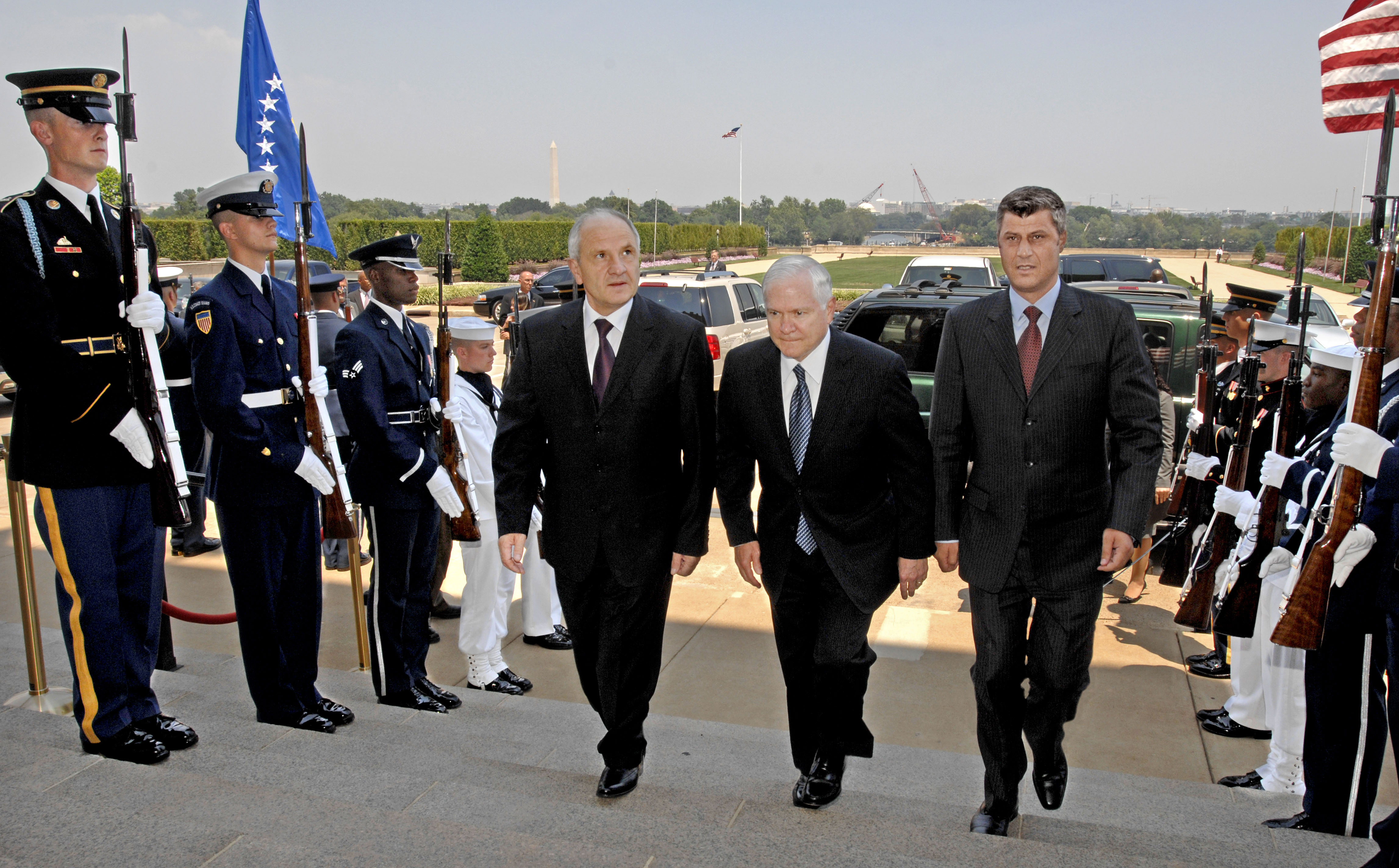
La bandera kosovar onejant al Pentàgon el 18 de juliol de 2008

La bandera de Kosovo té un fons blau sobre el qual hi ha un mapa de Kosovo i sis estels. Aquests sis estels simbolitzen oficialment els sis grups ètnics majoritaris de Kosovo: els albanesos, els serbis, els turcs, els goranis, els gitanos (sovint agrupats amb els ashkalis i egipcis balcànics) i els bosnis. De manera no oficial, de vegades es diu que els sis estels representen les sis regions que, segons la ideologia ultranacionalista albanesa, formen la Gran Albània: Albània, Kosovo, l'oest de Macedònia del Nord, parts del nord de Grècia, parts de Montenegro i la vall de Preševo del sud de Sèrbia. La bandera de Kosovo s'assembla a la de Bòsnia i Hercegovina pel que fa als colors i les formes utilitzades (estels blancs i una forma groga sobre fons blau). El fet que la bandera tingui la silueta del mapa no és gaire usual entre les banderes nacionals: l'única altra bandera mundial que també la té és la de Xipre. Les proporcions de la bandera es van anunciar durant el concurs com a 2:3, però, després de l'aprovació de la llei de protocol diplomàtic de Kosovo l'abril del 2009, la proporció es va determinar en 1:1,4 (o 5:7 en nombres enters). Els colors i la construcció de la bandera encara no han estat definits; tanmateix, hi ha un document oficial del govern que determina els colors de la bandera mitjançant el model de color CMYK. D'aquests valors CMYK se'n poden extreure manualment els valors no oficials en RGB.
L'ús de la bandera de Kosovo està regulat per la «Llei sobre l'ús dels símbols estatals de Kosovo». El govern de Sèrbia es mostra contrari a l'ús de la bandera kosovar en esdeveniments internacionals.

### Colors i mides
| Model de color           | Blau       | Or         | Blanc   |
| ------------------------ | ---------- | ---------- | ------- |
| CMYK (govern)            | 100-80-0-0 | 0-20-60-20 | 0-0-0-0 |
| Hexadecimal (govern)     | #244AA5    | #D0A650    | #FFFFFF |
| Hexadecimal (no oficial) | #183884    | #dbbb5b    | #FFFFFF |

| Ús                                                       | Llargada i amplada         |
| -------------------------------------------------------- | -------------------------- |
| Exterior (asta de 10 metres de llargada fixada al terra) | Sense excedir 350 × 498 cm |
| Exterior (asta de 10 metres de llargada en un balcó)     | 200 × 280 cm               |
| Interior (asta de 2,5 metres d'alt)                      | 107 × 150 o 150 × 210 cm   |
| Bandera de sobretaula                                    | 16 × 23 cm                 |

## Ús d'altres banderes

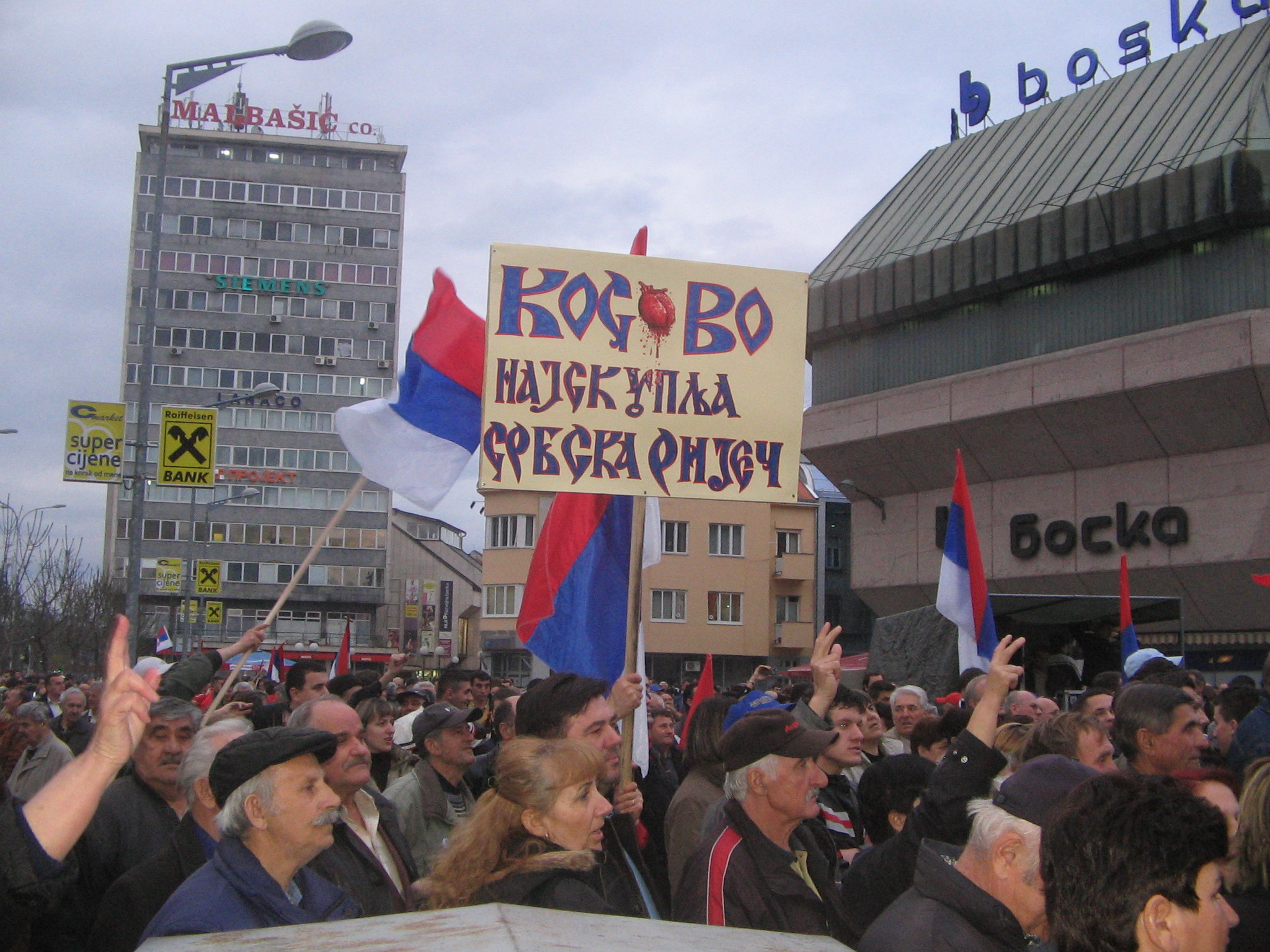
Manifestació del 2008 a Bòsnia on es pot veure la bandera sèrbia.

La bandera albanesa i la sèrbia no són oficials a Kosovo, però el seu ús està permès.

### Ús de la bandera albanesa
La bandera d'Albània encara és utilitzada pels albanokosovars.

### Ús de la bandera sèrbia
Sèrbia no reconeix la secessió de Kosovo i el considera una entitat governada per les Nacions Unides dins del seu territori sobirà anomenat Província autònoma de Kosovo i Metohija (en serbi «Аутономна Покрајина Косово и Метохија»), segons la constitució de Sèrbia del 2006. Fins i tot mesos després de la declaració d'independència kosovar, la bandera sèrbia encara es podia veure en edificis governamentals oficials fins que el govern de Kosovo va reemplaçar oficialment el govern serbi. Les banderes sèrbies s'utilitzaren en manifestacions per una Kosovo sota domini serbi i encara es poden veure en àrees del nord de majoria sèrbia. El 2009, una persona fou sentenciada per un comitè de jutges de l'EULEX per incitar a l'odi onejant una bandera de Sèrbia en una mesquita del sud de Mitrovica (entre altres càrrecs de discòrdia i intolerància i d'un intent d'assassinat d'un policia).

## Abans de la independència
Fins al 2008 Kosovo no tingué cap bandera que es pogués considerar pròpia. Tanmateix, durant diferents períodes de la història hi han onejat diferents banderes. Abans de 1969, les úniques banderes que es podien fer onejar legalment a Kosovo (que llavors era una província autònoma) eren la de la República Federal Socialista de Iugoslàvia i la de la República Socialista de Sèrbia. Si es feia onejar una bandera nacionalista –tal com l'albanesa, la sèrbia o la croata– el responsable podia ser condemnat a penes de presó. El 1969, es permeté utilitzar la bandera albanesa a la població kosovar albanesa com a bandera nacional. La bandera, però, havia de contenir una estrella roja (símbol de la nació iugoslava). La bandera de la República Popular Socialista d'Albània de l'època, tanmateix, ja contenia l'estrella roja sobre l'àguila bicèfala. Més tard, les diferents nacionalitats de Kosovo pogueren fer servir les seves pròpies banderes nacionals, ja que la legislació ho permeté. Abans de la mort del líder iugoslau Josip Broz Tito i del trencament de la RFS de Iugoslàvia, hi havia demandes de veto sobre la bandera albanesa perquè els residents de Kosovo i Metohija no volien viure sota una bandera estrangera. Aquest sentiment culminà en la denominada «Petició de 2016», la qual demanava, entre altres coses, una major sobirania per Sèrbia i l'eliminació de tots els símbols albanesos. El bàndol serbi també va començar a eliminar l'estrella roja de la bandera iugoslava, utilitzant-la per protestar i contrarestar la població albanesa i per promoure una «Gran Sèrbia».
Quan Kosovo es trobava sota administració de les Nacions Unides –les quals van establir una missió de pau un cop finalitzada la Guerra de Kosovo–, hi onejava la bandera de les Nacions Unides. Tanmateix, la bandera utilitzada per la població albanokosovar era l'albanesa. També es feia servir la bandera albanesa en edificis públics, tot i que anava en contra de les normes de l'ONU. Aquestes normes dictaven que en els edificis públics només podien onejar la bandera de l'ONU i d'altres autoritzades com les banderes de les ciutats. També segons aquestes normes, si onejava la bandera albanesa, també havia d'onejar la bandera sèrbia. Això, però, mai fou complert a la pràctica: la bandera albanesa fou sempre present a la MINUK (Missió d'administració provisional de les Nacions Unides a Kosovo).

## Concurs per la nova bandera
El concurs de disseny de la nova bandera, dut a terme el juny de 2007, va rebre 993 propostes. Segons les condicions de les Nacions Unides, tots els símbols havien de reflectir la naturalesa multiètnica de Kosovo, i calia evitar l'ús d'àguiles bicèfales albaneses o sèrbies així com l'ús de dissenys que només tinguessin les combinacions de colors vermell-negre i vermell-blau-blanc. El vermell i el negre són els colors que apareixen a la bandera d'Albània, mentre que el vermell, blau i blanc són els de la bandera de Sèrbia. Addicionalment, totes les propostes havien de ser rectangulars i d'una proporció 2:3. La Comissió de símbols de Kosovo, un cop finalitzat el termini, va seleccionar tres dissenys que després foren votats per l'Assemblea de Kosovo (es requeria una majoria de dos terços com a mínim). Les tres propostes escollides foren presentades davant de l'Assemblea el 4 de febrer de 2008.

### Propostes i decisió final
Les tres propostes finals escollides foren les següents:
- Fons blau amb un mapa blanc de Kosovo envoltat de cinc estels. Les estrelles són de diferent mida i representen els diferents grups ètnics que resideixen a Kosovo. L'estrella major representaria l'ètnia dels albanesos.[32]
- Tricolor vertical negra, blanca i vermella.[35]
- Tricolor vertical negra, blanca i vermella amb una espiral (símbol dardanià del sol giratori) al centre de la franja blanca.[35]

L'Assemblea de Kosovo va votar el 17 de febrer de 2008 a favor d'utilitzar una variant de la primera proposta. La versió modificada tenia un estel addicional, igualava la mida de tots els estels, invertia els colors dels estels i del mapa, feia el mapa més gran i col·locava els estels en una corba sobre l'arc. Aquesta versió és la que s'usa actualment i la que és oficial a la República de Kosovo.

Bandera final, escollida per l'Assemblea el 17 de febrer de 2008
Proposta original del disseny escollit
Proposta alternativa
Proposta alternativa

## Altres propostes

La bandera de Dardània

Ibrahim Rugova, el primer president de Kosovo, va introduir la bandera de Dardània el 29 d'octubre del 2000. La bandera és blava, inscrita amb un cercle vermell amb un anell daurat. Dintre del disc vermell hi ha l'àliga albanesa que sosté una cinta amb la llegenda «Dardania». Dardània és el nom d'una antiga regió que ocupava més o menys la mateixa àrea que Kosovo, però no és reconeguda oficialment per cap potència internacional. Aquesta bandera no fou gaire popular, però fou utilitzada esporàdicament en esdeveniments culturals i esportius durant el període de la MINUK, així com durant el funeral de Rugova per cobrir el seu taüt. Encara es fa servir en l'actualitat com un estendard presidencial no oficial i pels dos partits polítics rugovans, la Lliga Democràtica de Kosovo i la Lliga Democràtica de Dardània.
Abans de la declaració d'independència, els kosovars mostraven una bandera que consistia en un mapa de Kosovo sobre un fons blau i groc, similar a la bandera de Bòsnia i Hercegovina.